# Giovanni III Rizocopo
Giovanni Rizocopo, (tagliaradici in greco) (fl. VIII secolo), è stato un funzionario bizantino fu esarca di Ravenna dal 705 circa al 710.

## Biografia
Poco è conosciuto della vita di Giovanni, ed è ignota la data della sua nomina ad esarca: è stata proposta come data dell'inizio del suo mandato il 705, pur non essendo suffragata da alcuna fonte. Il terminus ante quem per la sua nomina ad esarca è l'ottobre 710, quando papa Costantino (708-715), in procinto di partire per Costantinopoli, lo incontrò a Napoli; tuttavia, alcuni studiosi datano questo avvenimento al 709, e non all'ottobre 710.
Dopo aver incontrato il Pontefice, Rizocopo si recò a Roma, dove si rese reo dell'uccisione di quattro dignitari ecclesiastici (Saiolo, Pietro, e due di nome Sergio), che avevano momentaneamente sostituito il pontefice mentre si trovava a Costantinopoli, e che furono strangolati per ordine dell'esarca; probabilmente questo atto è da connettere alla volontà dell'Imperatore di reprimere l'opposizione del Papato alla politica religiosa imperiale in seguito al Concilio Quinisesto.
Secondo il Liber Pontificalis, ritornato a Ravenna, Rizocopo pagò per «giudizio divino» le iniquità da poco commesse andando incontro a una «turpissima morte»; probabilmente fu linciato nel corso di una rivolta popolare a Ravenna. È stata avanzata l'ipotesi che fu proprio per vendicare il linciaggio dell'esarca che l'Imperatore Giustiniano II ordinò una repressione spietata contro i Ravennati: lo strategos Teodoro, per ordine dell'Imperatore, arrestò i principali maggiorenti di Ravenna al termine di un banchetto da lui stesso organizzato, e li condusse prigionieri a Costantinopoli, dove furono tutti uccisi dopo aver sofferto crudeli torture, tranne l'arcivescovo ravennate Felice che fu solo accecato. L'arresto e le torture subite dai principali maggiorenti ravennati provocò tuttavia nel 711 una rivolta popolare a Ravenna, nel corso della quale un uomo di cui è stato tramandato solo il nome, Giorgio, si nominò capo dei ribelli e parecchie città, tra cui Cervia, Forlì e Forlimpopoli si unirono alla rivolta. Non è noto come la rivolta terminò, ma Ravenna era già tornata all'obbedienza alcuni mesi dopo, quando la testa dell'Imperatore Giustiniano II, detronizzato e fatto giustiziare dal nuovo imperatore Filippico Bardane, fu fatta sfilare per le strade della capitale dell'esarcato.